# The Drop Kick
The Drop Kick (Brasil: Um Grande Jogador / Portugal: Triunfo às Avessas) é um filme mudo norte-americano de 1927, do gênero drama, dirigido por Millard Webb e estrelado por Richard Barthelmess e Barbara Kent.

## A produção
O filme é geralmente aceito como a estreia de John Wayne no cinema, ainda que sem créditos. Ele tem um pequeno papel como jogador de futebol americano.
Participam do elenco os dez melhores atletas dessa modalidade esportiva em 1927.
Este e The Patent Leather Kid, realizado no mesmo ano, foram os maiores sucessos de Barthelmess na First National Pictures.

## Sinopse
Jack Hamill, jogador de futebol americano habilidoso e encrenqueiro, torna-se o principal suspeito pelo assassinato do técnico do time.

## Elenco
| Ator/Atriz          | Personagem              |
| ------------------- | ----------------------- |
| Richard Barthelmess | Jack Hamill             |
| Barbara Kent        | Cecily Graves           |
| Dorothy Revier      | Senhora Eunice Hathaway |
| Eugene Strong       | Brad Hathaway           |
| Alberta Vaughn      | Molly                   |
| James Bradbury Jr.  | Bones                   |
| Brooks Benedict     | Ed Pemberton            |
| Hedda Hopper        | Senhora Hamill          |